# 辛西娅·阿斯奎斯
辛西娅·玛丽·伊芙琳·阿斯奎斯夫人（Lady Cynthia Mary Evelyn Asquith，娘家姓Charteris；1887年9月27日—1960年3月31日）是一位英国社交名流、作家，以其鬼故事和日记而闻名。

## 生平
她于1887年9月27日出生于威爾特郡东诺伊尔克劳兹庄园（Clouds House），是第十一代威姆斯伯爵雨果·理查德·查特里斯和玛丽·康斯坦斯·温德姆之女。
1913年，阿斯奎斯在马盖特结识大卫·赫伯特·劳伦斯，成为好友。她是J·M·巴里的秘书和好友，巴里去世后把大部分财产留给了她。
阿斯奎斯因编辑《幽灵之书》（The Ghost Book）而闻名，这是一本超自然小说选集，包括劳伦斯、阿尔杰农·布莱克伍德、亞瑟·馬欽、奥利弗·奥尼恩斯和梅·辛克莱的作品。1937年伊丽莎白·伯格纳主演的电影《Dreaming Lips》的剧本是她写的。
1957年，阿斯奎斯参加电视节目《64,000 Question》（杰瑞·戴斯蒙德主持）中，获得3,200英镑的最高奖。

## 私生活
1910年7月28日，辛西娅与H·H·阿斯奎斯的二子赫伯特·阿斯奎斯（Herbert Asquith，1881-1947年）结婚，育有三个孩子。